# Eremites de Sant Joan Baptista

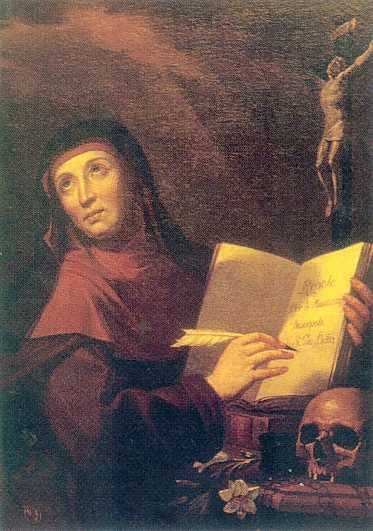
Retrat de Giovanna Solimani.

Les Eremites de Sant Joan Baptista o Monges Baptistines són religioses de vots solemnes membres de l'orde monàstic fundat en 1730 per Giovanna Battista Solimani.

## Història
Giovanna Battista Solimani va tenir (deia que fou en una visió) la inspiració de fundar un nou orde monàstic que prengués com a model la vida de Sant Joan Baptista, pel rigor de la seva vida i la seva tasca d'apostolat. Solimani conegué el prevere Domenico Francesco Oliveri, rector de Moneglia (prop de Gènova), qui el cridà perquè s'establís a Moneglia, on anà el 7 de juny de 1730.
Hi visqué amb algunes companyes en una estricta clausura i vivint de l'almoina, començant així la vida comunitària de l'institut. El 1736, amb l'autorització del dux i de l'arquebisbe de Gènova, la comunitat es traslladà a la capital. El gener de 1744, el papa Benet XIV, aprovà amb tres breus l'erecció del monestir i la regla del nou orde.
El 7 de desembre del 1744 les religioses s'instal·laren a un monestir fet en una casa del noble Carlo Giustiniani; el 20 d'abril del 1746 la fundadora i dotze companyes reberen l'hàbit religiós de mans de l'arquebisbe i el 5 d'agost del 1747, després de l'any de noviciat, feren els vots solemnes perpetus.
La regla, d'una extrema rigorositat, fou mitigada després del Concili Vaticà II.
El monestir de Gènova es traslladà, en 1924, de la Salita dei Cappuccini (avui Salita Battistine) al barri de Sturla. N'hi hagué una casa filial, fundada a Roma en 1775 per desig de Climent XIV: el 1950 es traslladà a Grotte di Pastena, però es tancà per manca de vocacions. En 1972 s'obrí un nou monestir a Trivero.

## Activitats i difusió
Les baptistines fan vida contemplativa, amb vots de pobresa, obediència, castedat i clausura. Porten un hàbit format per una túnica de llana de color de canyella, cinyell de crins, escapulari i capa del mateix color que la túnica, vel negre i sandàlies de corda.
En acabar el 2005 només tenia dos monestirs: Gènova i Brovarone di Trivero, amb divuit monges.